# (36694) 2000 RT15
2000 RT15 (asteroide 36694) é um asteroide da cintura principal. Possui uma excentricidade de 0.10152030 e uma inclinação de 9.28691º.
Este asteroide foi descoberto no dia 1 de setembro de 2000 por LINEAR em Socorro.